# Gemeente Vervoerbedrijf Arnhem

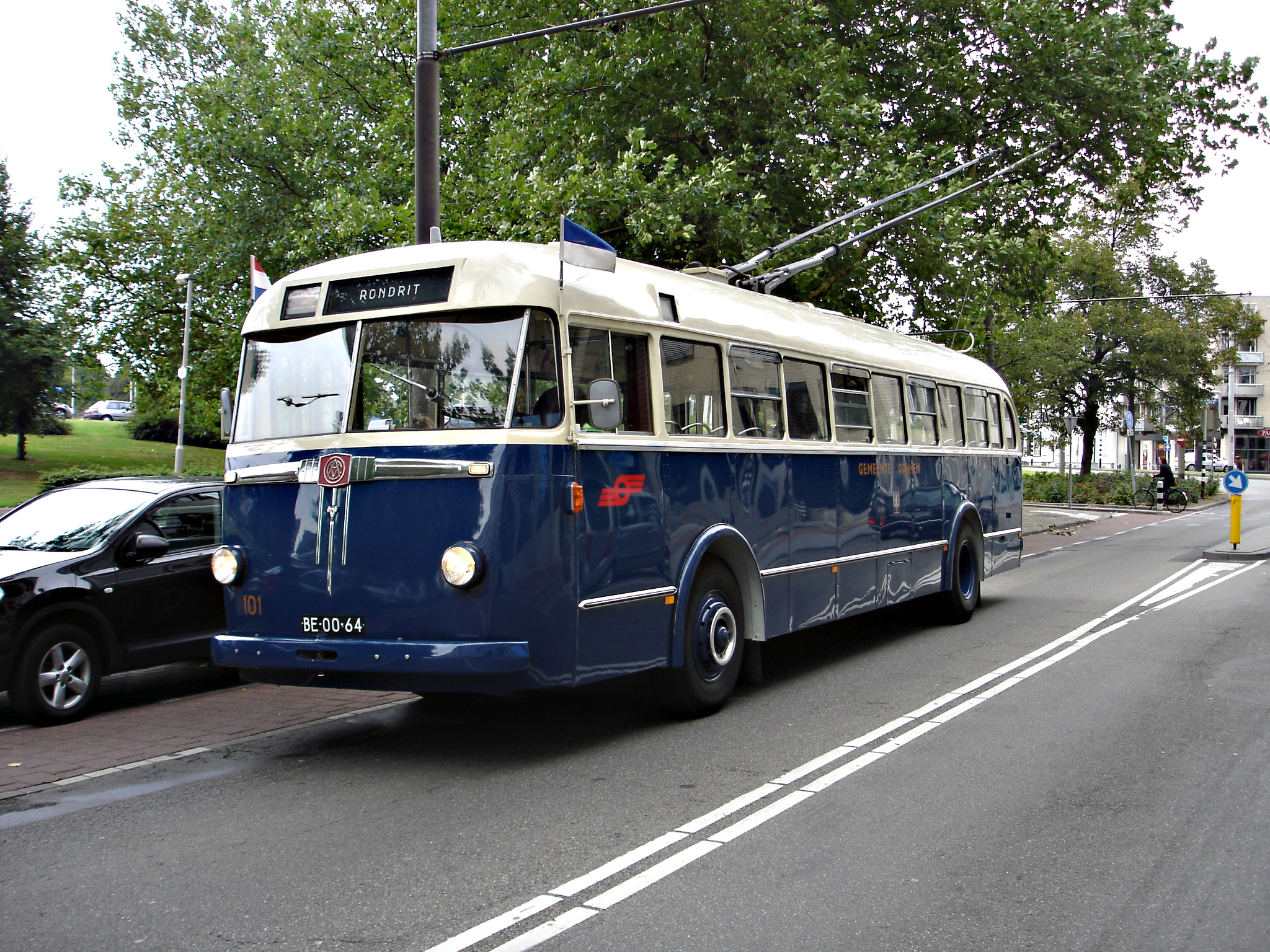
De eerste GVA-trolleybus 101

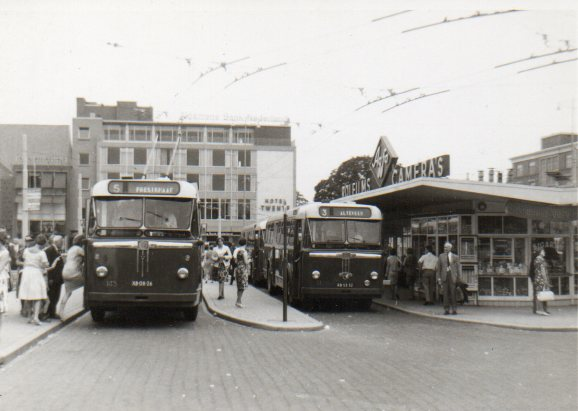
Stationsplein Arnhem, GVA-trolleybus (lijn 5) en dieselbus (lijn 3) op 10 augustus 1965.

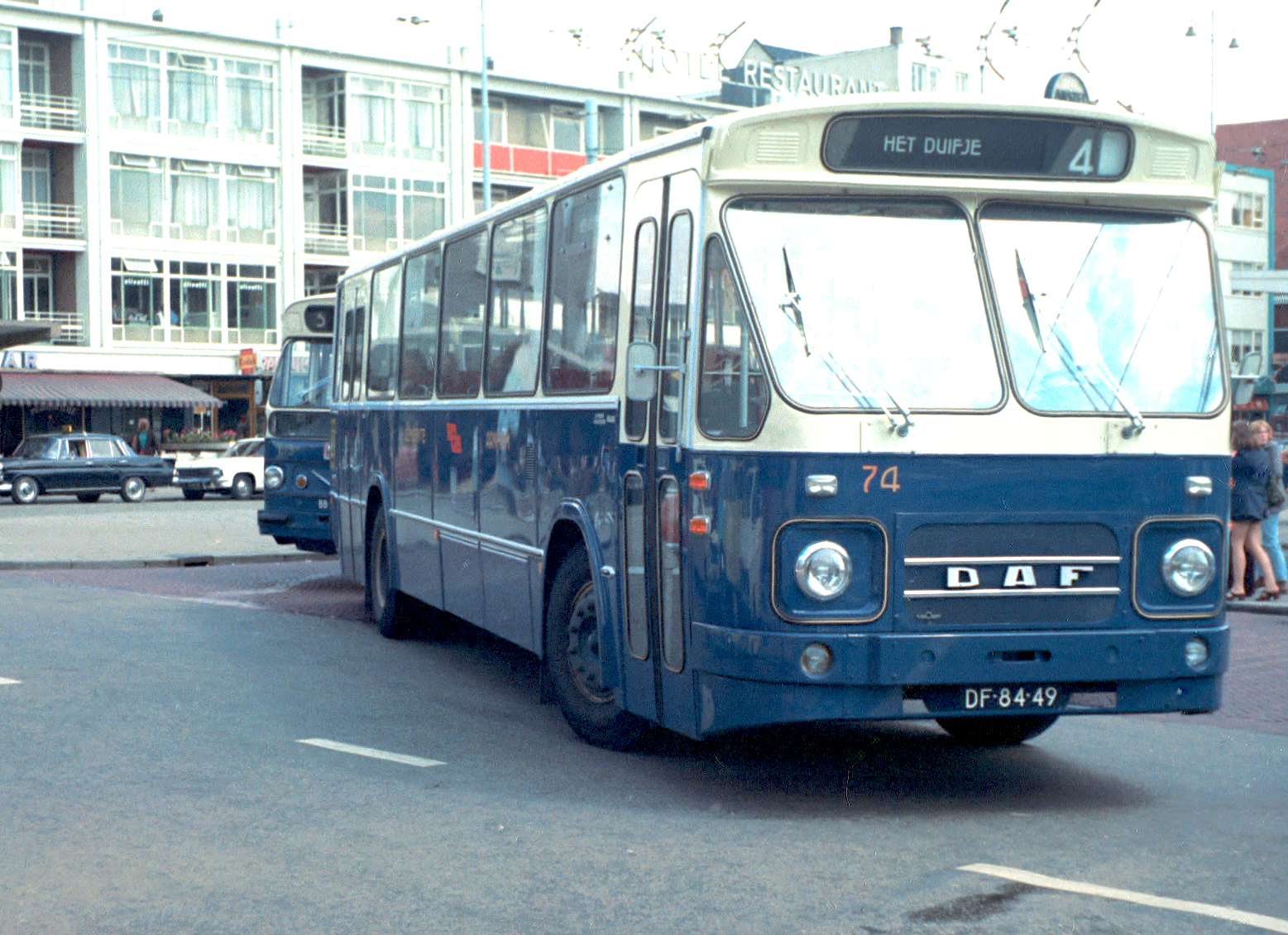
DAF MB200/Den Oudsten-dieselbus 74, bouwjaar 1972, op lijn 4

Het Gemeente Vervoerbedrijf Arnhem, ook bekend als GVA is het voormalige openbaar stadsvervoerbedrijf van de Nederlandse stad Arnhem.

## Geschiedenis
Het Gemeente Vervoerbedrijf Arnhem ontstond in 1949, het jaar waarin de trolleybus in Arnhem werd geïntroduceerd. De trolleybus was de vervanger van de Arnhemse stadstram. De tramdienst, geëxploiteerd door de GETA, moest in de Tweede Wereldoorlog op 17 september 1944 door oorlogshandelingen worden gestaakt. Door een bombardement werd de remise waarin de trams stonden compleet verwoest.
In 1992 ging de GVA de samenwerking aan met de Gelderse Streekvervoer Maatschappij (GSM). Dit resulteerde in 1993 tot een fusie tussen beide busmaatschappijen. Het GVA en de GSM gingen sindsdien door het leven onder de naam Gelderse Vervoer Maatschappij (GVM). In 1997 fuseerde de GVM met de Twentsche Electrische Tramweg Maatschappij (TET). Op de bussen verscheen de naam Oostnet. In 1999 fuseerde Oostnet met Midnet, ZWN-Groep en de NZH tot Connexxion.

## De trolleybus
Sinds het opheffen van de trolleybusdiensten in Groningen en Nijmegen is de Arnhemse trolleybus nog het enige trolleybusbedrijf in Nederland.

## Busmaterieel
Trolleybussen
- 1949: serie 101-116 (BUT/Verheul)
- 1950: serie 117-136 (BUT/Verheul)
- 1955: serie 137-138 (BUT/Verheul)
- 1956: serie 139-143 (BUT/Verheul)

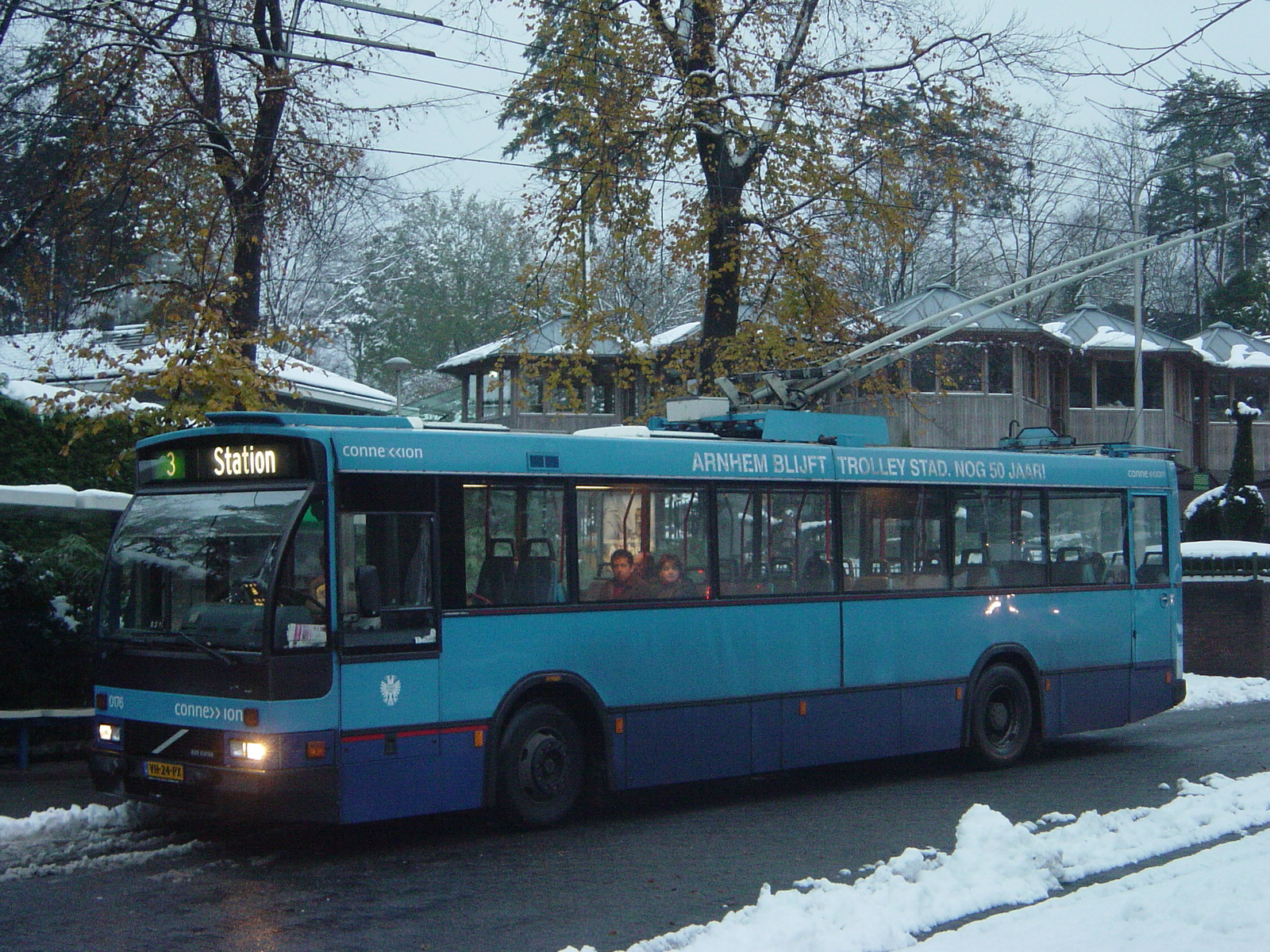
Den Oudsten B88-trolleybus van het GVA.

- 1967: serie 151-156 (Leyland/Verheul)
- 1968: serie 157-158 (Leyland/Verheul)
- 1968: serie 159-162 (Leyland-Verheul standaardstreekbus)
- 1968: serie 163-166 (Leyland-Verheul standaardstreekbus)
- 1974: serie 167-171, 1986: 121-125 (DAF-Den Oudsten Kiepe standaardstreekbus)
- 1974-75: serie 172-176, 1986: 126-130 (DAF-Den Oudsten Kiepe standaardstreekbus)
- 1979: serie 131-132 (Den Oudsten Kiepe B79)
- 1980: serie 133-134 (Den Oudsten Kiepe B79)
- 1982: serie 135-142 (Den Oudsten Kiepe B79)
- 1984: serie 143-161 (Den Oudsten Kiepe B79)
- 1987: serie 162-171 (Den Oudsten Kiepe B79)
- 1990: serie 172-182 (Volvo-Den Oudsten Kiepe B88)
- 1998: serie 200-209 Van Hool
- 1998: serie 210-211 Berkhof Premier/DAF SB250/Traxis integraal
- 2000: serie 212-221 Berkhof Premier/DAF SB250/Traxis integraal
- 2002: serie 222-231 Berkhof Premier/DAF SB250/Traxis integraal

Dieselbussen
- 1968: serie 21-23 (Leyland-Verheul standaardstreekbus)
- 1969: serie 51-53 (Leyland-Verheul standaardstreekbus)
- 1969: serie 54-56 (Leyland-Verheul standaardstreekbus)
- 1970: serie 57-63 (Leyland-Verheul standaardstreekbus)

In de periode 1971-1992 kocht het GVA zijn bussen centraal in via de Nederlandse Spoorwegen, later ESO, nog later VSN.
- 1971: serie 64-66 (DAF-Den Oudsten standaardstreekbus
- 1972: serie 67-77 (DAF-Den Oudsten standaardstreekbus
- 1976: serie 78-83 (DAF-Den Oudsten standaardstreekbus
- 1977: serie 84-90 (DAF-Den Oudsten standaardstreekbus
- 1980: serie 31-36 (Den Oudsten B79)
- 1981: serie 37-52 (Den Oudsten B79)
- 1982: serie 53-58 (Den Oudsten B79)
- 1989: serie 59-68 (Volvo-Den Oudsten B88)
- 1990: serie 69-74 (Volvo-Den Oudsten B88)
- 1991: serie 75-78 (Volvo-Den Oudsten B88)
- 1992: serie 79-82 (Volvo-Den Oudsten B88)
- 1992: serie 83-96 (Volvo-Den Oudsten B88)
- 1989-90: serie 93-94, 1992:98-99 (Van Hool A508)
- 1991-1992: serie 21-25 en 26-27 Volvo-Den Oudsten B88 gelede bussen

## Huisstijl
De bussen van het GVA waren donkerblauw en hadden een wit dak. In 1978 werd de eerste bus in de nieuwe huisstijl (lichtblauw met donkerblauwe schortplaten) geschilderd. De trolleybussen van tegenwoordig zijn wit en lichtblauw en rijden onder de naam Breng (merknaam).

## Museumbussen
Vijf oude trolleybussen - genummerd 101 (1949), 139 (1955), 174 (1975; later vernummerd in 128), 158 (1984) en 180 (1990; later vernummerd in 5180) - zijn bewaard gebleven. In 2022 is trolleybus 5227 (2002) aan de collectie toegevoegd. Daarnaast zijn nog de Arnhemse benzinebus 51 (1947) en de dieselbussen 22 (1968) en 70 (1987) als museumbussen bewaard gebleven.
De eerste Arnhemse trolleybus 101 werd buiten dienst gesteld in 1972 en is sinds 1984 weer rijvaardig en was zeer beperkt beschikbaar voor speciale ritten. Deze bus heeft tussen 1984 en 1990 op een aantal zondagen 's zomers rondritten gereden. De 139 heeft tussen 1976 en 1993 vertoefd in het Spoorwegmuseum te Utrecht. Tussen 1993 en 2018 stond deze in Arnhem en verhuisde na 2018 naar het Nationaal Bus Museum in Hoogezand.
De 101 is eigendom van Connexxion. De 139, 128 ,158 en 180 behoorden tot 2018 tot de collectie van de Stichting Veteraan Autobussen. Per 21 juni 2018 zijn deze historische trolleys overgenomen door de in Arnhem gevestigde Stichting Trolleymaterieel Arnhem (STA), die ook de Volvo's met de wagennummers 5177 en 5180 (ex-0180, ex-180), alsmede de als ontijzelingswagen 3125 ingezette, maar weer tot de oorspronkelijke Volvo-dieselbus teruggebouwde wagen 61 (1989) tot haar collectie mag rekenen. Ook de bovenleiding-montagewagen 2 (ex-noodbus 6) uit 1944/1947 behoort tot het museummaterieel.
Na al deze buitendienststelling van de Berkhof trolleys bleven uiteindelijk in september 2021 de 5227-5229 bij Breng in dienst. De 5227 werd verworven door de Stichting Trolleymaterieel Arnhem (STA).
In een ruimte boven de remise van Breng aan de Westervoortsedijk is een museum ingericht, waarin voorwerpen uit de geschiedenis van de Arnhemse trolleybus tentoongesteld worden. Dit trolleybusmuseum is elke donderdag geopend van 13:00 tot 17:00 uur.